# Armando Diaz (1930)
Armando Diaz byl lehký křižník třídy Luigi Cadorna sloužící v italském královském námořnictvu za druhé světové války. Byla to jedna ze dvou lodí druhé skupiny třídy Condottieri. Jeho sesterskou lodí byl křižník Luigi Cadorna. Samotný Armando Diaz byl italský polní maršál z doby první světové války.

## Stavba

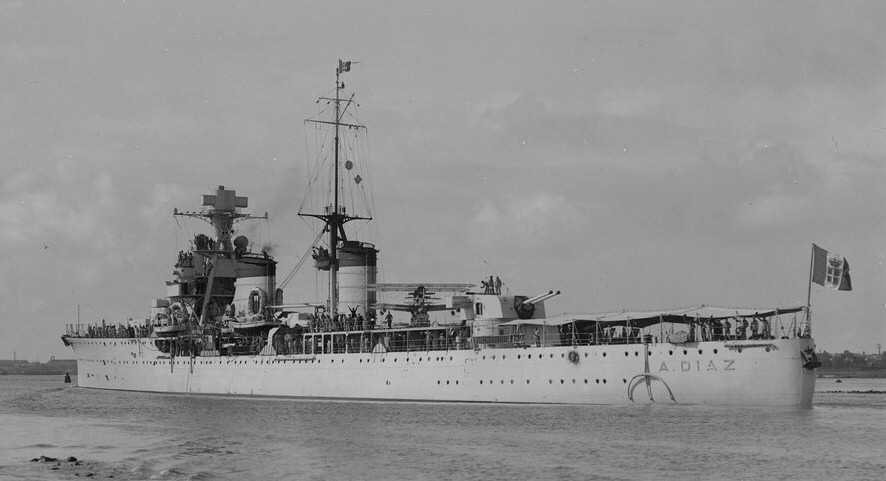
Armando Diaz

Stavba křižníku byla zahájena v roce 1930, dne 10. července 1932 byla loď spuštěna na vodu a 24. dubna 1933 byla uvedena do služby.

## Konstrukce

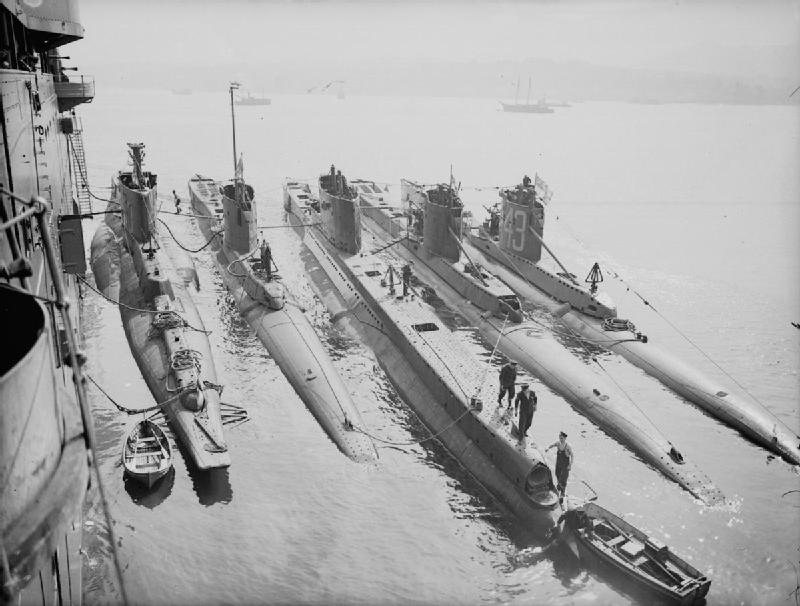
Přemožitelem křižníku Armando Diaz se stala britská ponorka Upright (druhá zleva)

Konstrukce lodi přímo vycházela z předchozí třídy Di Giussano – hlavní důraz byl kladen na rychlost a výzbroj, přičemž pancéřová ochrana a odolná konstrukce byly až druhotné. Loď se lišila zejména použitím novějších děl, jiným rozmístěním děl sekundární ráže a přemístěním katapultu z přídě za druhý komín. 

## Operační služba
Operační nasazení lodi v druhé světové válce bylo relativně krátké. Armando Diaz potopila 25. února 1941 britská ponorka HMS Upright. 